# Sućeska
Sućeska (cyr. Сућеска) – wieś w Bośni i Hercegowinie, w Republice Serbskiej, w gminie Srebrenica. W 2013 roku liczyła 138 mieszkańców.